# 尺骨動脈
尺骨動脈（しゃくこつどうみゃく）は、ヒトの肘窩から手にかけて走行する動脈の解剖学的名称である。

## 接続
上腕動脈から尺骨に沿って走行し、手掌で橈骨動脈と接続する。

## 支配領域
前腕から手にかけてを支配する。側副血行路として橈骨動脈がある。